# Кирино, Карлос
Карлос Лозада Кирино (таг. Carlos Quirino; 14 января 1910 — 20 мая 1999) — филиппинский историк, писатель
, биограф, адвокат и журналист. Народный (национальный) художник в области исторической литературы.

## Биография
Племянник шестого президента Филиппинской республики Эльпидио Кирино.
После окончания Висконсинского университета в Мадисоне (США), занимался журналистикой. Был сотрудником министерства внутренних дел и управляющим делами в филиппинской книжной гильдии. Работал также помощником в администрации своего дяди — президента Эльпидио Кирино.
Получил дополнительно юридическое образование, в 1940 году был принят в коллегию адвокатов Филиппин.
Участник Второй мировой войны, сражался в рядах армии США на Дальнем Востоке (USAFFE) в Батаане. Попал в японский плен. Свидетель и участник Марша смерти на полуострове Батаан. Ему удалось бежать и присоединиться к филиппинскому партизанскому движению.
После окончания войны работал в Министерстве торговли. В 1961 году был назначен директором Национальной библиотеки. Занимал эту должность в течение четырёх лет. После этого — председатель Филиппинской книжной гильдии. Основатель и с 1971 года — первый куратор музея и библиотеки Айяла.

## Творчество
Один из старейших и самых продуктивных авторов исторической литературы на Филиппинах. Написал более 30 книг, в основном, биографии видных филиппинских деятелей истории, политики и культуры. Наиболее известен своей первой биографией Хосе Рисаля.

## Избранная библиография
- Quezon, Man of Destiny (1935)
- The Great Malayan (1940)
- Magsaysay and the Philippines (1958)
- Philippine Cartography (1959)
- Damian Domingo: First Eminent Filipino Painter (1961)
- History of the Philippine Sugar Industry (1974)
- Filipinos at War: The Fight for Freedom from Mactan to EDSA (1981)
- Amang, the Life and Times of Eulogio Rodriguez, Sr. (1983)
- Filipino Heritage: The Making of a Nation

## Награды
- Медаль Пурпурное сердце
- Орден «Легион почёта» (Филиппины) (1990)
- Народный (национальный) художник в области исторической литературы (1997)
- Национальная премия культурного наследия (1961 и 1972).

Похоронен на Кладбище Героев в Тагиге.